# Liste der Naturdenkmale in Ötisheim
| Naturdenkmale | Anzahl |
| ------------- | ------ |
| FND           | 0      |
| END           | 2      |
| Gesamt        | 2      |

Die Liste der Naturdenkmale in Ötisheim nennt die verordneten Naturdenkmale (ND) der im baden-württembergischen Enzkreis liegenden Gemeinde Ötisheim. In Ötisheim gibt es insgesamt zwei als Naturdenkmal geschützte Objekte, keines ist ein flächenhaftes Naturdenkmal (FND), alle sind Einzelgebilde-Naturdenkmale (END).
Stand: 1. November 2016.

## Einzelgebilde (END)
| Name                              | Bild | Kennung     | Einzelheiten | Position | Fläche Hektar | Datum         |
| --------------------------------- | ---- | ----------- | ------------ | -------- | ------------- | ------------- |
| Wiesen-Speierling im Klammbaum    | BW   | 82360500001 | Ötisheim     | ⊙        | 0,0           | 19. Sep. 1988 |
| Wiesen-Speierling im Scherrkessel | BW   | 82360500002 | Ötisheim     | ⊙        | 0,0           | 19. Sep. 1988 |
| Legende für Naturdenkmal          |      |             |              |          |               |               |